# Regne de Mèxic
|  | Aquest article tracta sobre el regne espanyol successor de l'Imperi Mexica. Si cerqueu els períodes de monarquia al Mèxic independent, vegeu «Imperi Mexicà». |

Escut del Regne de Mèxic

El Regne de Mèxic (oficialment Reyno de México Tenvxtitlan) va ser un territori administratiu de l'Imperi espanyol, políticament governat i dependent del Virregnat de Nova Espanya, també va ser un dels regnes al costat del Regne de Nova Galícia, el Regne de Nova Biscaia, el Regne de Guatemala i el Nou Regne de León que van conformar el Virregnat de Nova Espanya. Estava conformada per les següents províncies: Mèxic, Pobla, Oaxaca, Veracruz, Valladolid (Michoacán) i Guerrero.

## Història
A l'ocupació del Mèxic Tenochtitlán, els espanyols van imposar una societat de conquesta, derivada de la seva lluita militar, en la qual es va pretendre establir una organització jeràrquica fundada en la participació i en els assoliments militars d'aquesta gran empresa que es va dir nou món. L'Audiència de Mèxic va ser establerta en 1527, després del judici de residència a Hernán Cortés, tenint el caràcter de virreinal.
El 4 de desembre de 1786 es va signar Reial Ordenança d'Intendents que va crear altres 11 intendències en el virregnat, reemplaçant als regnes (amb al Regne de Mèxic), comandàncies, corregimientos i alcaldies majors. Les intendències d'exèrcit i províncies que es van crear per la Reial Ordenança d'Intendents van ser: la Intendència de Mèxic que estava unida al càrrec de superintendente, i la resta de províncies: Pobla, Arizpe (o Sonora i Sinaloa), Durango, Intendència de Sant Luis Potosí, Intendència de Zacatecas, Guadalajara (unida a la presidència), Intendència de Michoacán, Intendència de Veracruz, Intendència de Pobla, Intendència d'Oaxaca, Intendència de Mèrida, Intendència de Guanajuato.

### Primera organització territorial

Organització territorial del regne.

El Regne de Mèxic va arribar a comprendre més o menys els actuals estats de Mèxic, Guerrero, Pobla, Michoacán, Hidalgo, Tlaxcala, Querétaro, part de Jalisco i la Ciutat de Mèxic.

### Segona organització territorial
Entre el segle XVII es van establir 23 províncies majors, la qual certs grups de províncies majors formarien un regne, com el va ser en el cas del Regne de Mèxic, en la qual cinc províncies majors formarien aquest regne, les quals serien: Mèxic, Tlaxcala, Pobla, Oaxaca i Valladolid.

## Intendència
Els primers anys de la intendència van ser de gran incertesa, diverses veus van demanar amb urgència la seva abolició; no obstant això, la Corona es va mantenir en la seva postura gràcies a la recomanació de personatges com el virrey, Manuel Antonio Flores Maldonado i, sobretot, per l'opinió del virrey, Juan Vicente de Güemes, II Comtat de Revilla Gigedo.
L'establiment del sistema d'intendències es va proposar uniformar les unitats territorials i acabar amb la multiplicitat de règims i prerrogatives dels regnes i províncies que formaven Espanya i procurar un règim similar per al conjunt del territori. En la península, les intendències es van establir per primera vegada en 1718. Aquesta versió inicial va tenir canvis i va ser revocada en 1721. Es va posar novament en vigor a partir de 1749. En Nova Espanya, en canvi, la seva implantació va dilatar diverses dècades, ja que no es va fer sinó fins a 1787, després de l'expedició de l'Ordenança l'any anterior.